# 首都高バトル (PSP)
『首都高バトル』（しゅとこうバトル）は、元気が2005年4月21日に発売したPlayStation Portable用レーシングゲームで、首都高バトルシリーズの一本。

## 概要
- 首都高速道路の再現
  - 実際の首都高速道路の車線や標識、首都高沿線のビルや東京タワーなども再現されている。
  - 実際の首都高と同じ場所に自動速度取締機（オービス）が設置されている箇所もあるが『首都高バトル0』のように速度超過してCPが差し引かれるシステムは無い。
- ナンバープレート
  - プレイヤー自身が選択した車種に地名や数字、ひらがなを自由に決めてナンバーを作成することができる。また、ひらがな選択では「Y」（課税、軍人私有）も選択できる。
- アザーカー
  - 『首都高バトル0』ではトラック、タクシー、社用車、『首都高バトル01』ではオフィシャルカー（トヨタ・ハイエースがベース）がアザーカーとして走っていたが今作はプレイヤーが選択できるクルマ（シルビアやインプレッサ、グロリアなど）がアザーカーとして走っている。

## ゲームモード
- チームランブル - 首都高にあるチームに所属し、チームメンバー、或いはチームリーダーとなって首都高完全制覇を目指す。バトル形式はSPバトル。ライブモニターからライバルを選ぶ。最初に選べるチームは3つだが、一度ゲームを攻略すれば全てのチームから選ぶことができる。
- タイムアタック - 首都高速道路の規定区間を走り最速タイムを目指すモード。
- リプレイシアター - SPバトル、タイムアタックのリプレイを見る。

## 収録車種
TOYOTA
- スプリンタートレノ GT-APEX 3door AE86
- MR-S “S EDITION” ZZW30
- セリカ SS-II Super Strut Package ZZT231
- アルテッツァ RS200 “L EDITION” SXE10[注釈 1]
- クラウン ATHLETE “G Package” GRS182
- スープラ RZ JZA80

NISSAN
- シルビア K's S14
- シルビア spec-R S15
- 180SX TYPE X RPS13
- グロリア GranTurismo 300 ULTIMA HY34
- フェアレディZ Z-L S30[注釈 2]
- フェアレディZ 300ZX TWIN TURBO 2by2 GCZ32
- フェアレディZ Version S Z33
- スカイラインGT-R V-SpecII BNR32
- スカイラインGT-R V-SpecII Nur BNR34

MAZDA
- ロードスター ターボ NB8C
- RX-8 Type S SE3P
- サバンナ RX-7 ∞-III FC3S
- RX-7 SPIRIT R Type A FD3S

MITSUBISHI
- ランサー GSR エボリューションV CP9A
- ランサーエボリューションVIII MR GSR CT9A
- GTO TWIN TURBO MR Z15A

SUBARU
- インプレッサ WRX typeRA STi versionVI GC8
- インプレッサ WRX STi specC GDB
- レガシィ B4 2.0GT spec.B BL5

他、一部ライバルが搭乗するカスタムカーが存在する。

## 収録コース
- 都心環状線（C1）：全線
- 6号向島線：江戸橋JCT - 箱崎JCT
- 9号深川線：全線
- 11号台場線：全線
- 湾岸線（B）：辰巳JCT - 本牧JCT
- 1号羽田線：全線
- 神奈川1号横羽線（K1）：全線
- 神奈川3号狩場線（K3）：本牧JCT - 石川町JCT
- 神奈川5号大黒線（K5）：全線